# Medetera otiosa
Medetera otiosa är en tvåvingeart som beskrevs av Octave Parent 1934. Medetera otiosa ingår i släktet Medetera och familjen styltflugor. Inga underarter finns listade i Catalogue of Life.